# Opostegoides longipedicella
Opostegoides longipedicella là một loài bướm đêm thuộc họ Opostegidae. Nó được miêu tả bởi Puplesis và Robinson năm 1999, và được tìm thấy ở Assam ở Ấn Độ.